# Lloret ratpenat vernal
El lloret ratpenat vernal (Loriculus vernalis) és una espècie d'ocell de la família dels psitàcids que habita zones boscoses de l'Índia, el Nepal, Bangladesh, Myanmar, Indoxina i les illes Andaman i Nicobar.